# Theodor Craanen

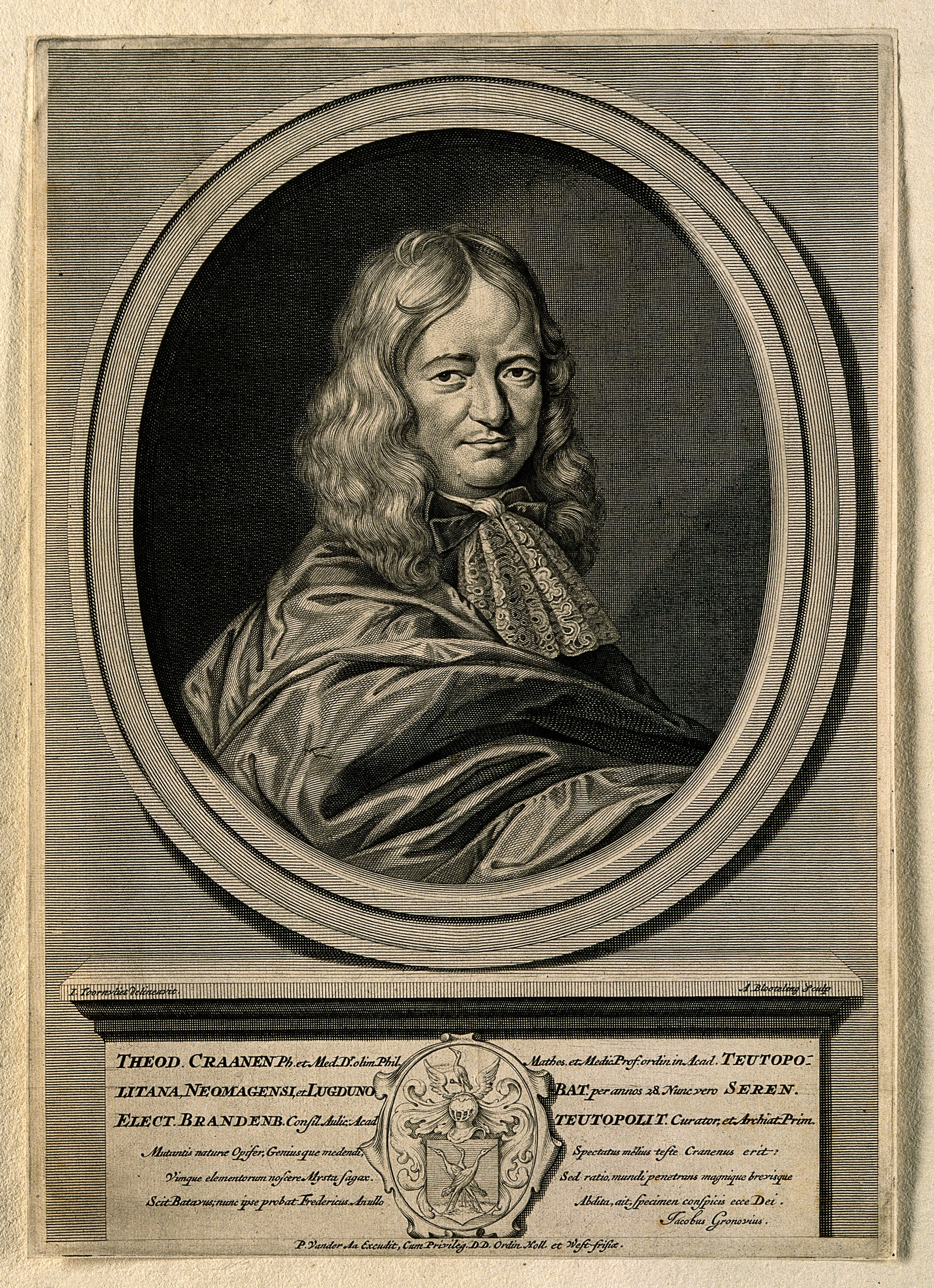
Theodor Craanen

Theodor Craanen (auch: Theodorus Cranius, Theodoras Craen, Kranen etc.; * um 1633 in Köln; † 27. Februar 1688 in Potsdam) war ein deutscher Mathematiker und Mediziner.

## Leben
Über den ersten Bildungsweg von Craanen liegen keine Erkenntnisse vor. Man weiß nur, dass sein Vater ein Schiffer gewesen war. 1651 hatte er ein Studium der philosophischen und medizinischen Wissenschaften an der Universität Utrecht aufgenommen, wo Henricus Regius zur damaligen Zeit lehrte. Als Einundzwanzigjähriger wechselte er am 17. Februar 1655 an die Universität Leiden und setzte sein Studium am 6. November 1656 an der Universität Duisburg fort.
In Duisburg promovierte er am 4. Mai 1657 zum Doktor der Medizin und wurde im selben Jahr an der Hochschule zum ordentlichen Professor an der medizinischen Fakultät berufen. Nachdem er 1659 auch den höchsten philosophischen Grad erworben hatte, scheint er an der Duisburger Hochschule mathematische Vorlesungen gehalten zu haben. 1661 folgte er einem Ruf als Professor der Philosophie an die Illustere Academie Nimwegen, wo er als Professor der Philosophie auch mathematische Vorlesungen hielt, wie sein einstiger Schüler Gerhard Noodt sich erinnerte.
1670 zog er als Professor der Mathematik an die Universität Leiden. Aufgrund dessen, dass er die Lehren von René Descartes verteidigte, geriet er in eine Auseinandersetzung mit dem Professor Friedrich Spanheim (1632–1701), so dass die Kuratoren der Universität ihn aus dieser Professur enthoben und ihm eine Professur an der medizinischen Fakultät übertrugen. Jene Auseinandersetzung hatte auch das Interesse von Gottfried Wilhelm Leibniz geweckt, mit dem er fortan in Briefwechsel stand. 1687 wurde er Leibarzt des brandenburgischen Kurfürsten Friedrich Wilhelm, 1688 ernannte man ihm zum Kurator der Universität Duisburg, und er war kurfürstlich brandenburgischer Hofrat geworden.

## Wirken

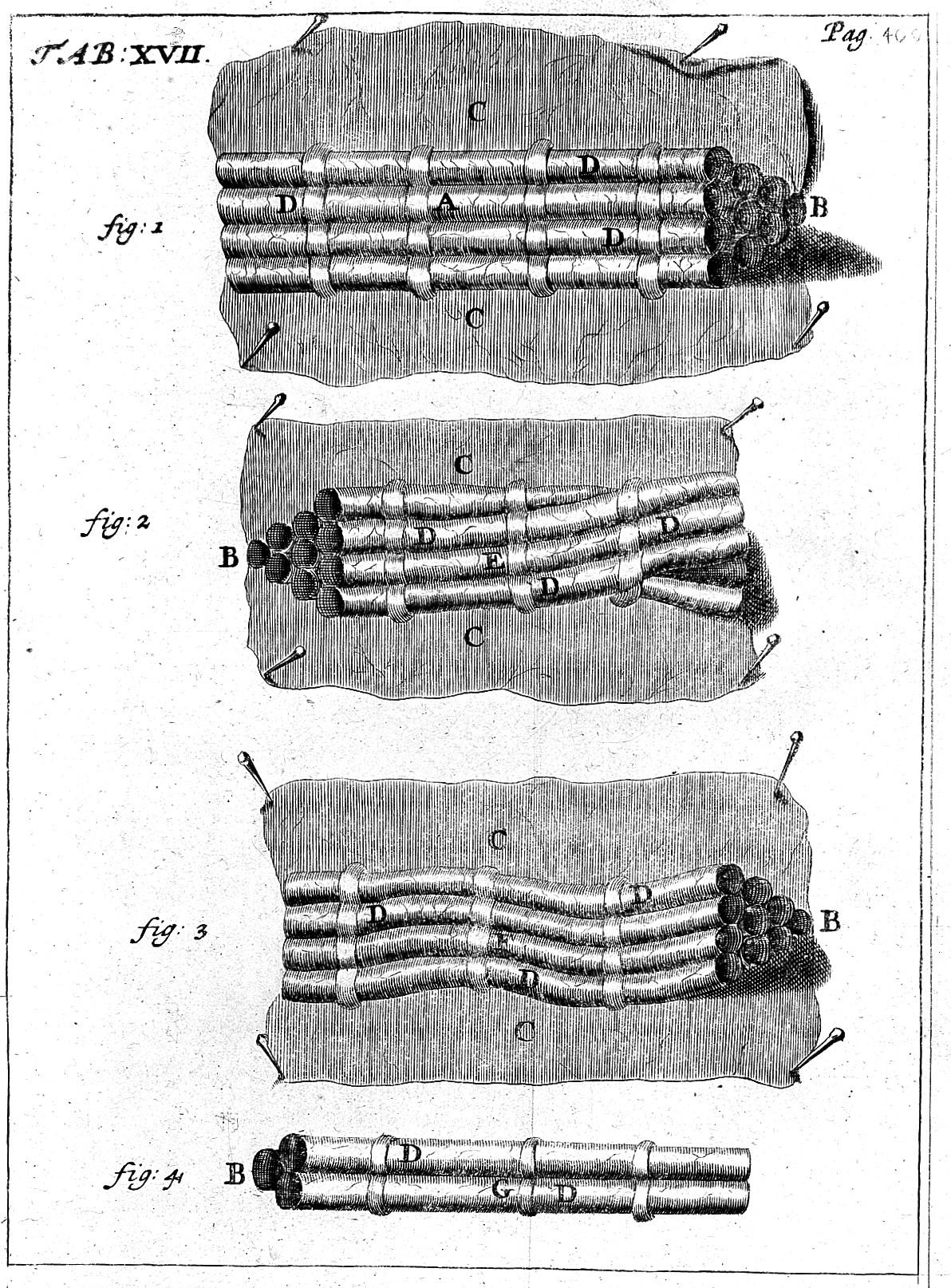
Illustration Craanens zum Nervensystem und zu den Nervenfasern

Craanen, der sich mit der aristotelisch-galenischen verbreiten Auffassung seiner Zeit auseinandergesetzt hatte, wurde ein eifriger Vertreter der cartesianischen Philosophie. Sich der Meinung von Descartes und Pierre Gassendi (1592–1655) anschließend, erklärte er den menschlichen Körper mechanisch-physikalisch und versuchte, diesen in Form eines geschlossenen Systems von Röhren, Hebeln und Pumpen darzustellen. Er berücksichtigte dabei zwar die iatrochemischen Vorgänge, jedoch standen diese bei seiner Anschauung nicht im Vordergrund. Mit seinen iatrophysikalischen Ansichten hatte er auch auf seine Schüler Bernhard Friedrich Albinus, Benjamin Broeckhysen (1647–1686), Heydentrijck Overkamp (geb. 1652), Steven Blankaart (1650–1704), Theodor Schoen (geb. 1656) und Cornelius Bontekoe gewirkt.

## Werke (Auswahl)
- De suffocante uteri. Duisburg 1657
- Die I. Febr. loco horisque solitis, post meridiem. LUGDUNI BATAVORUM, Apud Viduam & Heredes JOHANNIS ELSEVIRII. Academiac Typograph. MDCLXXVI.
- Oratio funebris in obitum ... D. Arnoldi Syeni ... recitala v. cal. febr. MDCLXXIX. Lugd. Batav.: Arnold Doude. 1679
- Tractatus physicomedicus de homine. Leiden 1689.